# Lemovices

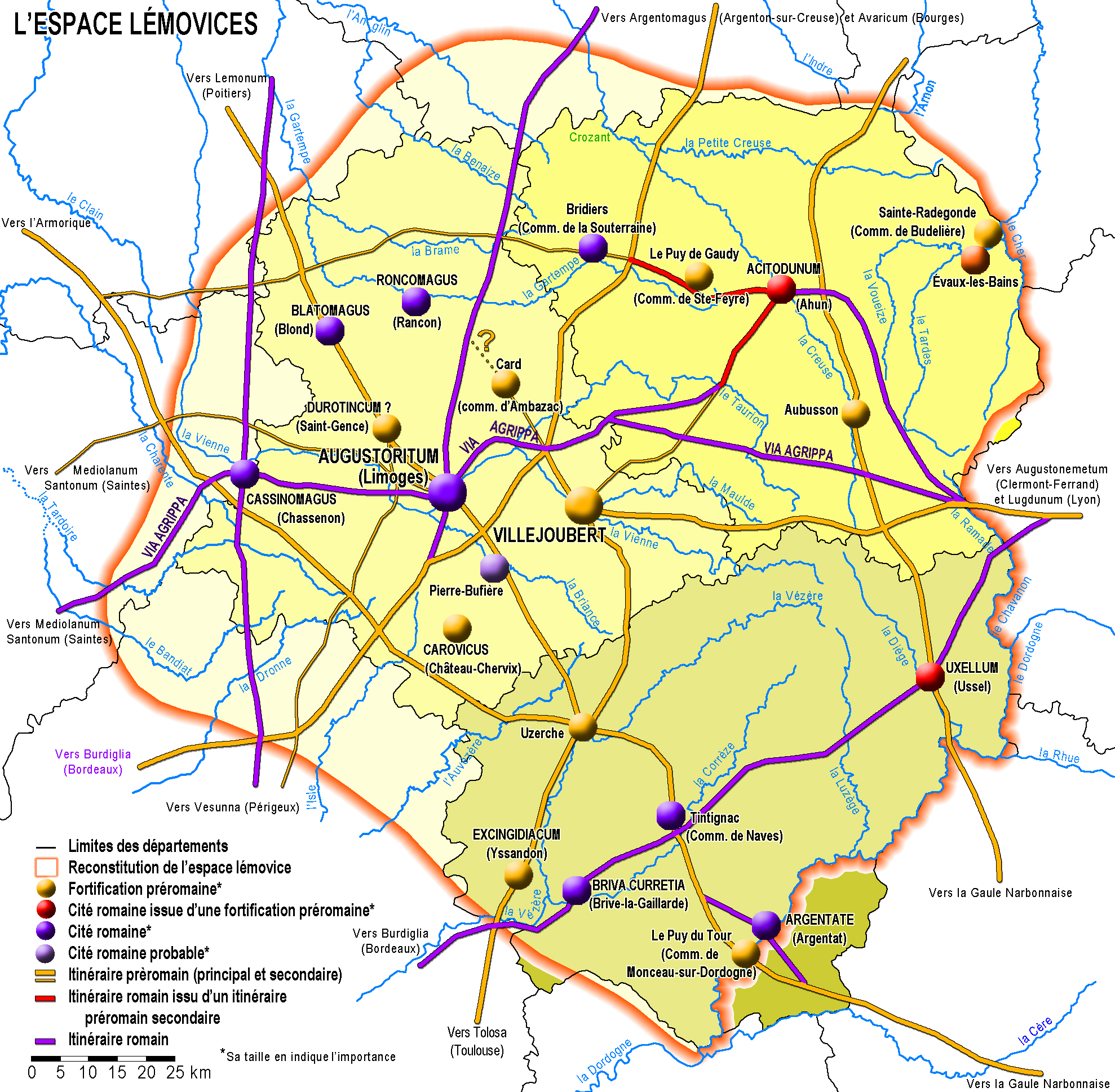
Reconstituição do espaço dos galeses lemovices antes e depois da chegada dos romanos

Os lemovices foram um povo da Gália na Europa Central que se estabeleceram em Limousin e Poitou entre 700 a.C. e 400 a.C. A sua capital era Durotincum (Villejoubert) e, durante a ocupação romana, foi Augustoritum (Limoges). Os lemovices deram, portanto, o seu nome a esta cidade, bem como à província.
Outros locais associados a eles são: (Ahun), Excingidíaco (Yssandon) e Uxelo (Ussel).
Sabe-se que, em 52 a.C., cerca de 10 mil lemovices combateram contra Júlio César na Batalha de Alésia. O seu chefe, Sedúlio, aí pereceu.